# Interfaz fluida
En ingeniería de software, una interfaz fluida (término acuñado por primera vez por Eric Evans y Martin Fowler) es una construcción orientada a objeto que define un comportamiento capaz de retransmitir el contexto de la instrucción de una llamada subsecuente. Generalmente, el contexto es
- definido a través del valor de retorno de un método llamado
- autoreferencial, donde el nuevo contexto es equivalente al contexto anterior
- terminado por medio del retorno de un contexto vacío (void context).

Este estilo es beneficioso debido a su capacidad de proporcionar una sensación más fluida al código, aunque algunos ingenieros encuentran el estilo difícil de leer. Una segunda crítica es que generalmente, las necesidades de programación son demasiado dinámicas para confiar en la definición estática de contacto ofrecida por una interfaz fluida.

## Ejemplos
El siguiente ejemplo muestra una clase implementando una interfaz no fluida, y otra implementando una contraparte fluida, junto con las diferencias en el uso. El ejemplo se escribe en C #:
```
 
namespace
 
Example.FluentInterfaces

 
{

    
using
 
System
;

    
public
 
interface
 
IConfiguration

    
{

        
void
 
SetColor
(
string
 
color
);

        
void
 
SetHeight
(
int
 
height
);

        
void
 
SetLength
(
int
 
length
);

        
void
 
SetDepth
(
int
 
depth
);

    
}

    
public
 
interface
 
IConfigurationFluent

    
{

        
IConfigurationFluent
 
SetColor
(
string
 
color
);

        
IConfigurationFluent
 
SetHeight
(
int
 
height
);

        
IConfigurationFluent
 
SetLength
(
int
 
length
);

        
IConfigurationFluent
 
SetDepth
(
int
 
depth
);

    
}

    
public
 
class
 
Configuration
 
:
 
IConfiguration

    
{

        
string
 
color
;

        
int
 
height
;

        
int
 
length
;

        
int
 
width
;

        
void
 
SetColor
(
string
 
color
)

        
{

           
this
.
color
 
=
 
color
;

        
}

        
void
 
SetHeight
(
int
 
height
)

        
{

           
this
.
height
 
=
 
height
;

        
}

        
void
 
SetLength
(
int
 
length
)

        
{

           
this
.
length
 
=
 
length
;

        
}

        
void
 
SetDepth
(
int
 
depth
)

        
{

           
this
.
depth
 
=
 
depth
;

        
}

    
}

    
public
 
class
 
ConfigurationFluent
 
:
 
IConfigurationFluent

    
{

        
string
 
color
;

        
int
 
height
;

        
int
 
length
;

        
int
 
width
;

        
IConfigurationFluent
 
SetColor
(
string
 
color
)

        
{

           
this
.
color
 
=
 
color
;

           
return
 
this
;

        
}

        
IConfigurationFluent
 
SetHeight
(
int
 
height
)

        
{

           
this
.
height
 
=
 
height
;

           
return
 
this
;

        
}

        
IConfigurationFluent
 
SetLength
(
int
 
length
)

        
{

           
this
.
length
 
=
 
length
;

           
return
 
this
;

        
}

        
IConfigurationFluent
 
SetDepth
(
int
 
depth
)

        
{

           
this
.
depth
 
=
 
depth
;

           
return
 
this
;

        
}

    
}

    
public
 
class
 
ExampleProgram

    
{

        
[STAThread]

        
public
 
static
 
void
 
Main
(
string
[]
 
args
)

        
{

            
//Ejemplo estándar

            
IConfiguration
 
config
 
=
 
new
 
Configuration
();

            
config
.
SetColor
(
"blue"
);

            
config
.
SetHeight
(
1
);

            
config
.
SetLength
(
2
);

            
config
.
SetDepth
(
3
);

            
//Ejemplo fluido

            
IConfigurationFluent
 
config
 
=
 

                  
new
 
ConfigurationFluent
().
SetColor
(
"blue"
)

                                           
.
SetHeight
(
1
)

                                           
.
SetLength
(
2
)

                                           
.
SetDepth
(
3
);

        
}

    
}

 
}

```

El siguiente es un ejemplo en C++ de cómo proveer una envoltura de una interfaz fluida arriba de una interfaz más tradicional:
```
 
// definición básica

 
class
 
GlutApp
 
{

 
private
:

     
int
 
w_
,
 
h_
,
 
x_
,
 
y_
,
 
argc_
,
 
display_mode_
;

     
char
 
**
argv_
;

     
char
 
*
title_
;

 
public
:

     
GlutApp
(
int
 
argc
,
 
char
**
 
argv
)
 
{

         
argc_
 
=
 
argc
;

         
argv_
 
=
 
argv
;

     
}

     
void
 
setDisplayMode
(
int
 
mode
)
 
{

         
display_mode_
 
=
 
mode
;

     
}

     
void
 
getDisplayMode
()
 
{

         
return
 
display_mode_
;

     
}

     
void
 
setWindowSize
(
int
 
w
,
 
int
 
h
)
 
{

         
w_
 
=
 
w
;

         
h_
 
=
 
h
;

     
}

     
void
 
setWindowPosition
(
int
 
x
,
 
int
 
y
)
 
{

         
x_
 
=
 
x
;

         
y_
 
=
 
y
;

     
}

     
void
 
setTitle
(
const
 
char
 
*
title
)
 
{

         
title_
 
=
 
title
;

     
}

     
void
 
create
();

 
};

 
// uso básico

 
int
 
main
(
int
 
argc
,
 
char
 
**
argv
)
 
{

     
GlutApp
 
app
(
argc
,
 
argv
);

     
app
.
setDisplayMode
(
GLUT_DOUBLE
|
GLUT_RGBA
|
GLUT_ALPHA
|
GLUT_DEPTH
);
 
// Ajusta los parámetros del framebuffer

     
app
.
setWindowSize
(
500
,
 
500
);
 
// Ajusta los parámetros de la ventana

     
app
.
setWindowPosition
(
200
,
 
200
);

     
app
.
setTitle
(
"My OpenGL/GLUT App"
);

     
app
.
create
();

 
}

 
// Envoltorio fluido

 
class
 
FluentGlutApp
 
:
 
private
 
GlutApp
 
{

 
public
:

     
FluentGlutApp
(
int
 
argc
,
 
char
 
**
argv
)
 
:
 
GlutApp
(
argc
,
 
argv
)
 
{}
 
// hereda el constructor del pariente

     
FluentGlutApp
 
&
withDoubleBuffer
()
 
{

         
setDisplayMode
(
getDisplayMode
()
 
|
 
GLUT_DOUBLE
);

         
return
 
*
this
;

     
}

     
FluentGlutApp
 
&
withRGBA
()
 
{

         
setDisplayMode
(
getDisplayMode
()
 
|
 
GLUT_RGBA
);

         
return
 
*
this
;

     
}

     
FluentGlutApp
 
&
withAlpha
()
 
{

         
setDisplayMode
(
getDisplayMode
()
 
|
 
GLUT_ALPHA
);

         
return
 
*
this
;

     
}

     
FluentGlutApp
 
&
withDepth
()
 
{

         
setDisplayMode
(
getDisplayMode
()
 
|
 
GLUT_DEPTH
);

         
return
 
*
this
;

     
}

     
FluentGlutApp
 
&
across
(
int
 
w
,
 
int
 
h
)
 
{

         
setWindowSize
(
int
 
w
,
 
int
 
h
)
 
{

         
return
 
*
this
;

     
}

     
FluentGlutApp
 
&
at
(
int
 
x
,
 
int
 
y
)
 
{

         
setWindowPosition
(
x
,
 
y
);

         
return
 
*
this
;

     
}

     
FluentGlutApp
 
&
named
(
const
 
char
 
*
title
)
 
{

         
setTitle
(
title
);

         
return
 
*
this
;

     
}

     
// no tiene sentido encadenar después de create(), así que se retorna *this

     
void
 
create
()
 
{

         
GlutApp
::
create
();

     
}

 
};

 
// uso básico

 
int
 
main
(
int
 
argc
,
 
char
 
**
argv
)
 
{

     
FluentGlutApp
 
app
(
argc
,
 
argv
)

         
.
withDouble
().
withRGBA
().
withAlpha
().
withDepth
()

         
.
at
(
200
,
 
200
).
across
(
500
,
 
500
)

         
.
named
(
"My OpenGL/GLUT App"
);

     
app
.
create
();

 
}

```